# Matra R550
O míssil R.550 Magic 2 é um míssil ar-ar de curto alcance guiado por infravermelho (IR) produzido pela empresa Matra francesa. Ele é compatível com o lançador do Sidewinder e automaticamente se tornou um competidor deste míssil americano.
O Magic tem a mesma configuração do Sidewinder. Com superfície de controle frontal e estabilizador traseiro, ambos em cruz e alinhados. A diferença é o canard duplo em fila frontal. Os canards frontais são fixos e os traseiros são usado para controle com atuação pneumática. Atuam no controle do giro, rotação e guinada e podem manter um grande ângulo de ataque graças aos aletas frontais. A cauda gira livre ao redor do bocal de escape para estabilizar a rotação.
Em 1978 entrou em serviço o Sidewinder AIM-9L com capacidade "all aspect". Foi um dos motivos para a criação da versão Magic 2 com a mesma capacidade, mas não a única como visto anteriormente. O Magic 2 entrou em serviço na França em 1985.
Em relação a versão Magic 1 o Magic 2 apresenta ogiva de 12,5 kg e usa uma espoleta radar no lugar da espoleta IR. O motor foguete sólido sem fumaça SNPE Richard queima por 10% mais tempo (2,2 segundos), aumentando o alcance prático para 5 km. O peso aumentou um pouco para 90 kg e as dimensões foram mantidas.
O Magic 2 recebeu um sensor AD3601 da SAT ou AD3633 multielemento mais sensível, com capacidade qualquer aspecto e com melhor capacidade de contra-contramedidas. O sensor podia ser apontado por outros sensores como o radar.
Recebeu um piloto automático digital e passou a ter capacidade de puxar 50 g´s. Podia ser lançado com a aeronave puxando até 7 g´s, mas em 1992 um Mirage 2000 disparou um Magic 2 enquanto puxava 9g´s.
O Magic foi o principal competidor ocidental do Sidewinderaté ser superado pelos Phyton israelenses. Em 1990 apareceu a versão Magic 2 Mk2. A produção cessou no fim da década de 90 após a fusão da Matra e Bae Dymamicas em 1996 para formar a MBDA.
Os caças Crusader da aviação naval francesa foram equipados com o Magic. Todos os caças franceses foram equipados com o Magic: Jaguar, Dassault-Breguet Super Étendard, Etendard IV, Rafalee família Mirage. Também foi instalado nos caças Mig-21. A Bélgica e Paquistão integraram o míssil nos seus F-16.
Cerca de 3500 Magic 2 foram vendidos para a Bélgica, Equador, França, Índia, Qatar e Taiwan. Foi usado em combate pelo Equador contra o Peru.
Segundo a versão equatoriana, em 1995 os Mirage F-1JA esquadrão de caça 2112 da Força Aérea do Equador armados com o Magic 2 Mk 2 derrubaram dois Su-22 Esquadrão de caça No 11 "Los Tigres" da Força Aérea do Peru durante o conflito de fronteira no vale do Cenepa. Os Mirage F-1 estavam em uma patrulha de combate aéreo e receberam alerta de radar em terra para interceptar os Su-22. O contato visual foi feito com os Sukhoi voando baixo a 600 metros e a 8 km de distância e mergulharam. Um Magic foi disparado a 90 graus que não engajou e se autodestruiu. Os Sukhois manobraram e aceleraram para fugir. Os dois foram derrubados posteriormente. Segundo a versão peruana, os Mirage F1 da Força Aérea do Equador abandonaram a zona de combate quando sentiram que tinham sido identificados pelo radar do Mirage2000 da Força Aérea do Peru. Os SU22 do Peru acabaram sendo impactados pela defesa antiaérea equatoriana quando os aviões peruanos estavam em missão de bombardeio se expondo ao fogo enemigo no processo de aproximação ao objetivo numa área montanhosa.